# 1988年哈马斯宪章
1988年哈马斯宪章是哈马斯于1988年8月18日发布的一份綱領性文件。 
哈马斯在憲章中表示自己是穆斯林兄弟會巴勒斯坦分支，而且哈馬斯的成員都是敬畏真主的穆斯林，並且要對压迫者發動圣战。哈马斯在憲章中主張要在巴勒斯坦地区建立一个以耶路撒冷为首都、由伊斯兰教法治理的国家，並且要消滅以色列。 
自从哈馬斯派人參加选举以来，哈马斯一直在淡化該憲章。  2008年，哈马斯领导人伊斯梅尔·哈尼亚表示，哈马斯同意建立一个以绿线為國界的巴勒斯坦国，并愿意与以色列保持和平，这一言論與憲章內容大相徑庭。  2010年，哈马斯领导人哈立德·马沙尔表示，1988年宪章“已成為過去式，不再具有现实意义”。 马沙尔还表示，哈马斯将不再與穆斯林兄弟会合作。 